# Lista światowego dziedzictwa UNESCO w Katarze
Lista światowego dziedzictwa UNESCO w Katarze – lista miejsc w Katarze wpisanych na listę światowego dziedzictwa UNESCO, ustanowioną na mocy Konwencji w sprawie ochrony światowego dziedzictwa kulturowego i naturalnego, przyjętą przez UNESCO na 17. sesji w Paryżu 16 listopada 1972 i ratyfikowaną przez Katar 12 września 1984 roku.
Obecnie (stan na 2020 rok) na liście znajduje się jeden obiekt o charakterze dziedzictwa kulturowego.
Na katarskiej liście informacyjnej UNESCO – liście obiektów, które Katar zamierza rozpatrzyć do zgłoszenia do wpisu na listę światowego dziedzictwa, znajduje się 1 obiekt (stan na 2020 rok).

## Obiekty na liście światowego dziedzictwa UNESCO
Poniższa tabela przedstawia katarskie wpisy na liście światowego dziedzictwa UNESCO:
Nr ref. – numer referencyjny UNESCO;
Obiekt – polskie tłumaczenie nazwy wpisu na liście wraz z jej angielskim oryginałem;
Położenie – miasto, gmina, region; współrzędne geograficzne;
Typ – klasyfikacja według Komitetu Światowego Dziedzictwa:
- kulturowe (K),
- przyrodnicze (P),
- kulturowo–przyrodnicze (K,P);

Rok wpisu – roku wpisu na listę;
Opis – krótki opis wpisu wraz z informacjami o jego zagrożeniu.
| Nr ref. | Obiekt                                                                | Zdjęcie | Położenie                                            | Typ            | Rok  | Opis |
| ------- | --------------------------------------------------------------------- | ------- | ---------------------------------------------------- | -------------- | ---- | --- |
| 1402    | Stanowiska archeologiczne w Al-Zubarah Al Zubarah Archaeological Site |         | Asz-Szamal 25°58′43″N 51°01′35″E/25,978611 51,026389 | K (iii)(iv)(v) | 2013 | Nadmorskie miasto Al-Zubarah zostało założone w drugiej połowie XVIII wieku, przez kuwejckich kupców. Miasto wzbogacało się na handlu. W 1811 roku zostało zniszczone, a jego ruiny pokrył piasek przywiany z pustyni. W XX wieku część miasta została odkryta i odkopana przez archeologów. |

## Obiekty na katarskiej liście informacyjnej UNESCO
Poniższa tabela przedstawia obiekty na katarskiej liście informacyjnej UNESCO:
Nr ref. – numer referencyjny UNESCO;
Obiekt – polskie nazwa obiektu wraz z jej angielskim oryginałem na katarskiej liście informacyjnej;
Położenie – miasto, gmina, region; współrzędne geograficzne;
Typ – klasyfikacja według zgłoszenia:
- kulturowe (K),
- przyrodnicze (P),
- kulturowo–przyrodnicze (K,P);

Rok wpisu – roku wpisu na listę informacyjną;
Opis – krótki opis obiektu wraz z informacjami o jego zagrożeniu.
| Nr ref. | Obiekt                                                        | Zdjęcie | Położenie                                          | Typ           | Rok  | Opis |
| ------- | ------------------------------------------------------------- | ------- | -------------------------------------------------- | ------------- | ---- | --- |
| 5317    | Rezerwat przyrody Khor Al-Adaid Khor Al-Adaid natural reserve |         | Al-Wakra 24°37′48″N 51°17′46″E/24,630000 51,296000 | P (vii)(viii) | 2008 | Rezerwat przyrody Khor Al-Adaid znajduje się w południowo-wschodniej części Kataru. Obejmuje on rejon zatoki Khor Al-Adaid. Obszar ten prezentuje niezwykły krajobraz utworzony przez unikalną kombinację cech geologicznych. Na tutejszy krajobraz składają się duże ruchome wydmy, kamieniste pustynie, sebha oraz niedawno odkryte „solne garby”. |